# Antonieta
Antonieta es una película del director español Carlos Saura rodada en México y Francia en 1982. Fue una coproducción internacional entre las siguientes empresas: Gaumont International, Corporación Nacional Cinematográfica (CONACINE), Nuevo Cine y FR 3 Cinéma.

## Comentarios
Basada en la novela de Andrés Henestrosa que cuenta la vida y trágica muerte de la mecenas y literata mexicana Antonieta Rivas Mercado. El personaje principal fue interpretado por la actriz francesa Isabelle Adjani. Coproducción de México, Francia y España. Pertenece a la serie de coproducciones de la época junto con Campanas rojas de Serguei Bondarchuk y Eréndira de Ruy Guerra, impulsadas por Margarita López Portillo quien encabezaba RTC. 
Una filmación que recrea la intensa actividad social de Antonieta Rivas Mercado, en pro del feminismo y de su participación en la campaña presidencial de José Vasconcelos (personaje interpretado por Carlos Bracho). Isabelle Adjani es una excelente actriz quien dramatiza con su mirada la situación amorosa de quien fuera Antonieta Rivas Mercado.
- Datos: Q3696453